# Aparecida (Santos)
Aparecida é um bairro localizado na cidade de Santos,é o segundo bairro mais populoso do município com 36.440 habitantes.
Seu nome é uma alusão à igreja de Nossa Senhora Aparecida, situada na praça de mesmo nome, junto à Avenida Affonso Penna.
Localizado na Zona Leste da cidade, entre os bairros do Embaré e Ponta da Praia, e também entre os canais 5 e 6, abriga diversos edifícios e conjuntos habitacionais para todas as classes sociais. Entre esses conjuntos, destaca-se o conjunto habitacional Marechal Humberto de Alencar Castello Branco, conhecido por BNH (Banco Nacional de Habitação) da Aparecida entre os maiores de toda a América Latina, na área onde nos anos 20, existia um hipódromo. Alem deste, existe tambem o Conjunto Habitacional Martins Fontes, popularmente conhecido como Jaú, e o conjunto habitacional IAPI.
Oferece diversas opções de comércio e lazer, com grande shopping center, praia, cinemas, feiras, teatro, escolas técnicas e universidade. Há, também o SESC Aparecida, um grande complexo de lazer e educação. Seu teatro é classificado por muitos grandes atores, como Edson Celulari, com um dos melhores do pais, com acústica excelente.

## Galeria

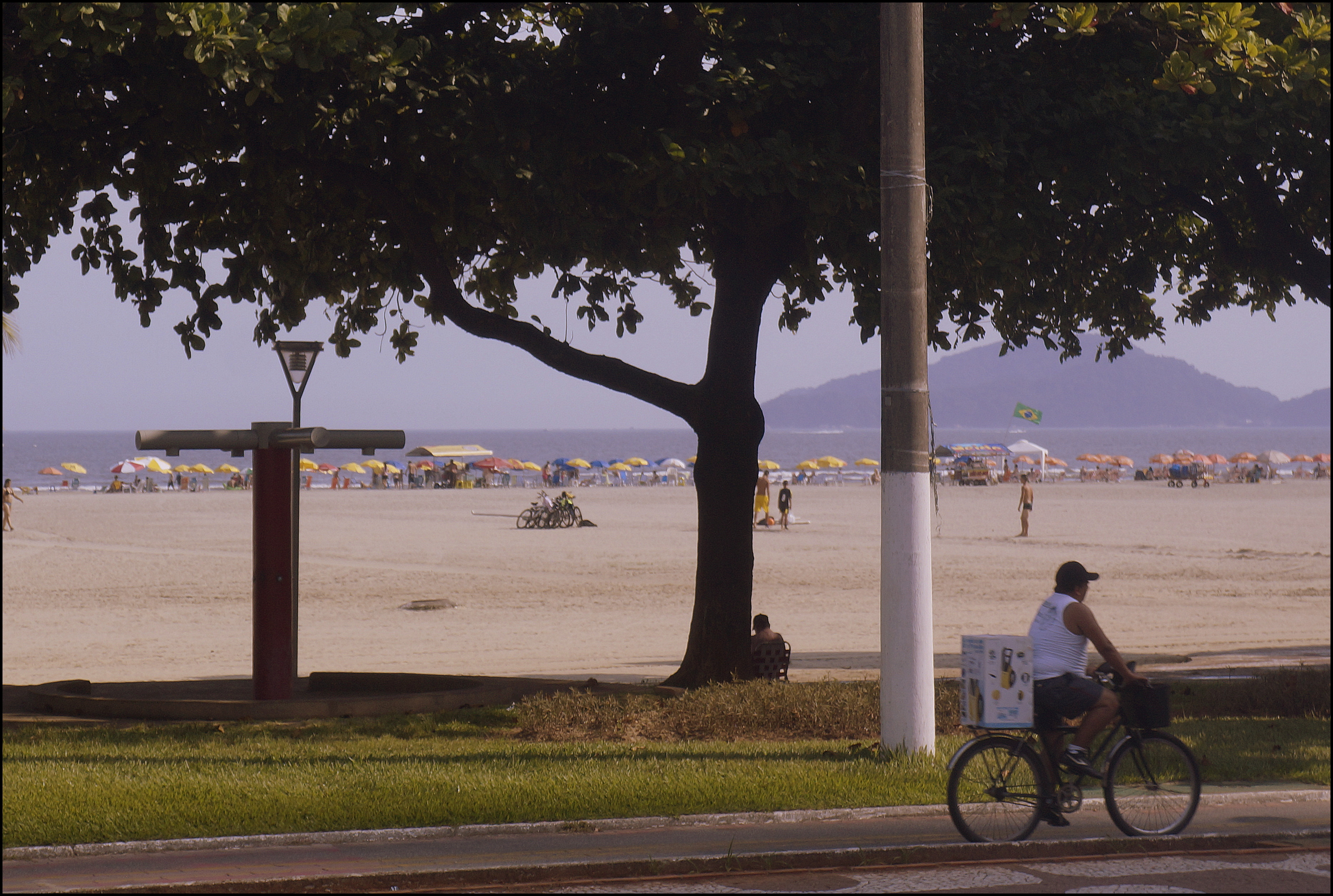
Aparecida, Santos - SP, Brazil
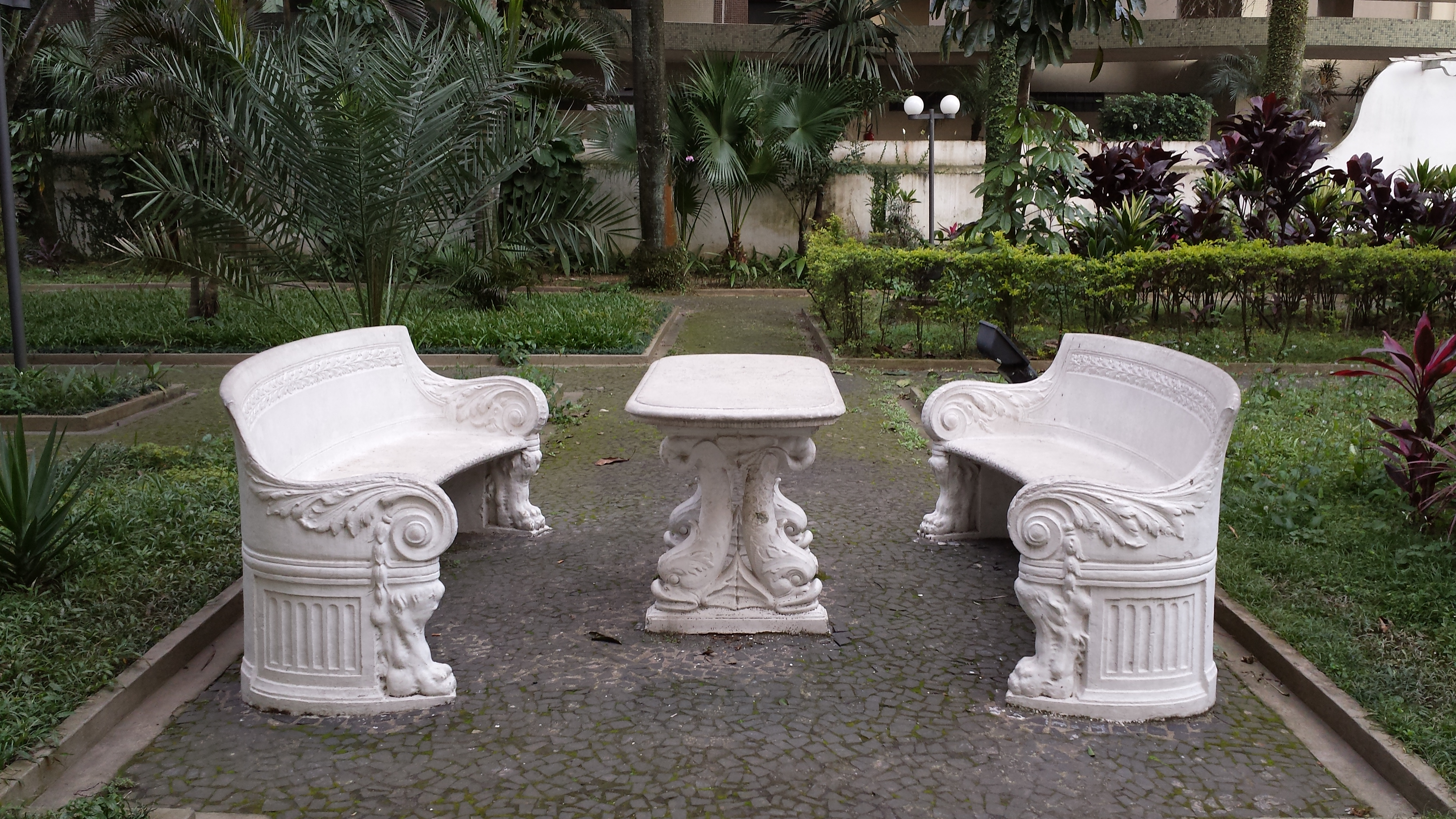
Bancos no quintal da Pinacoteca Benedicto Calixto
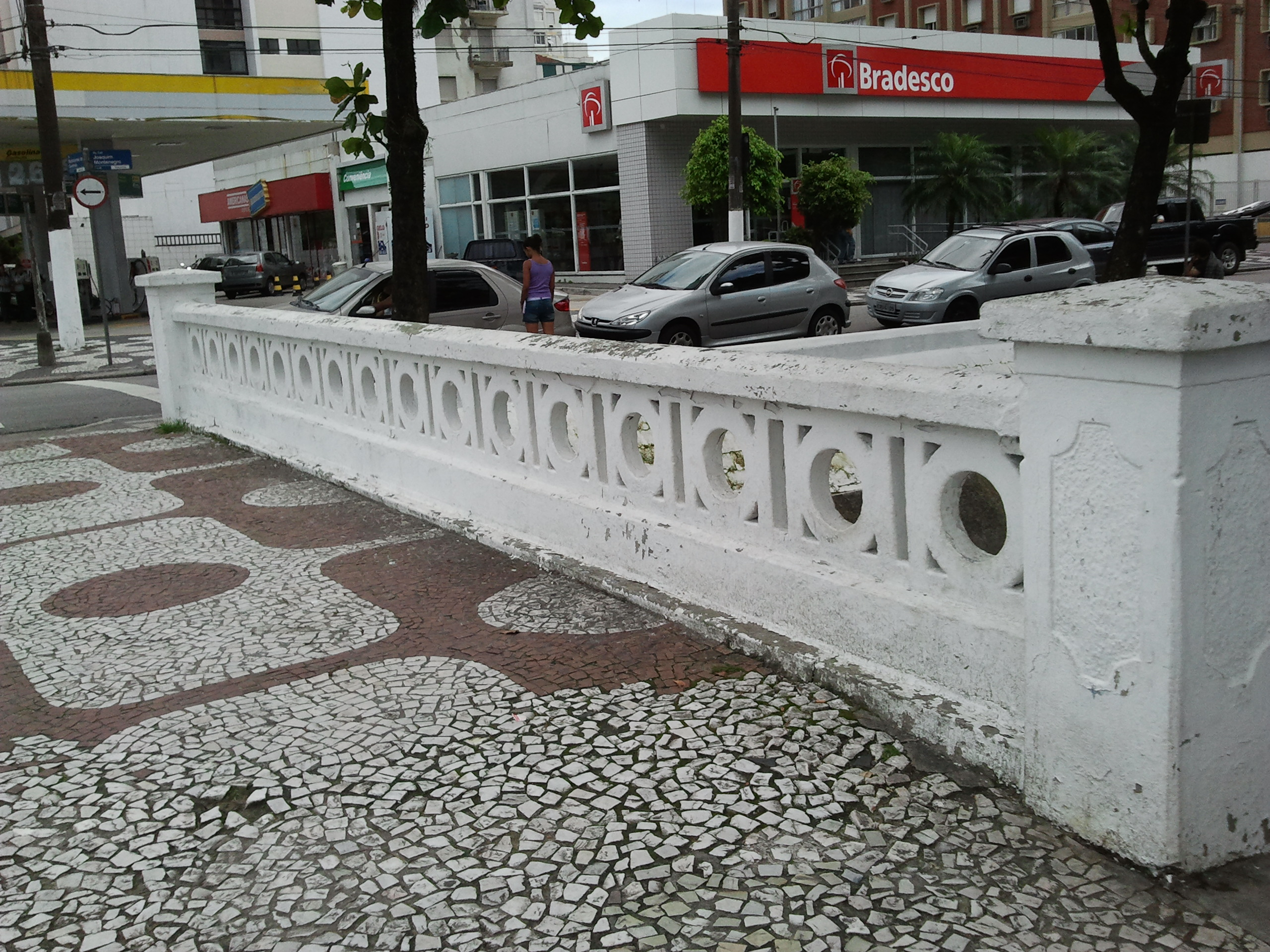
Mureta do Canal 6
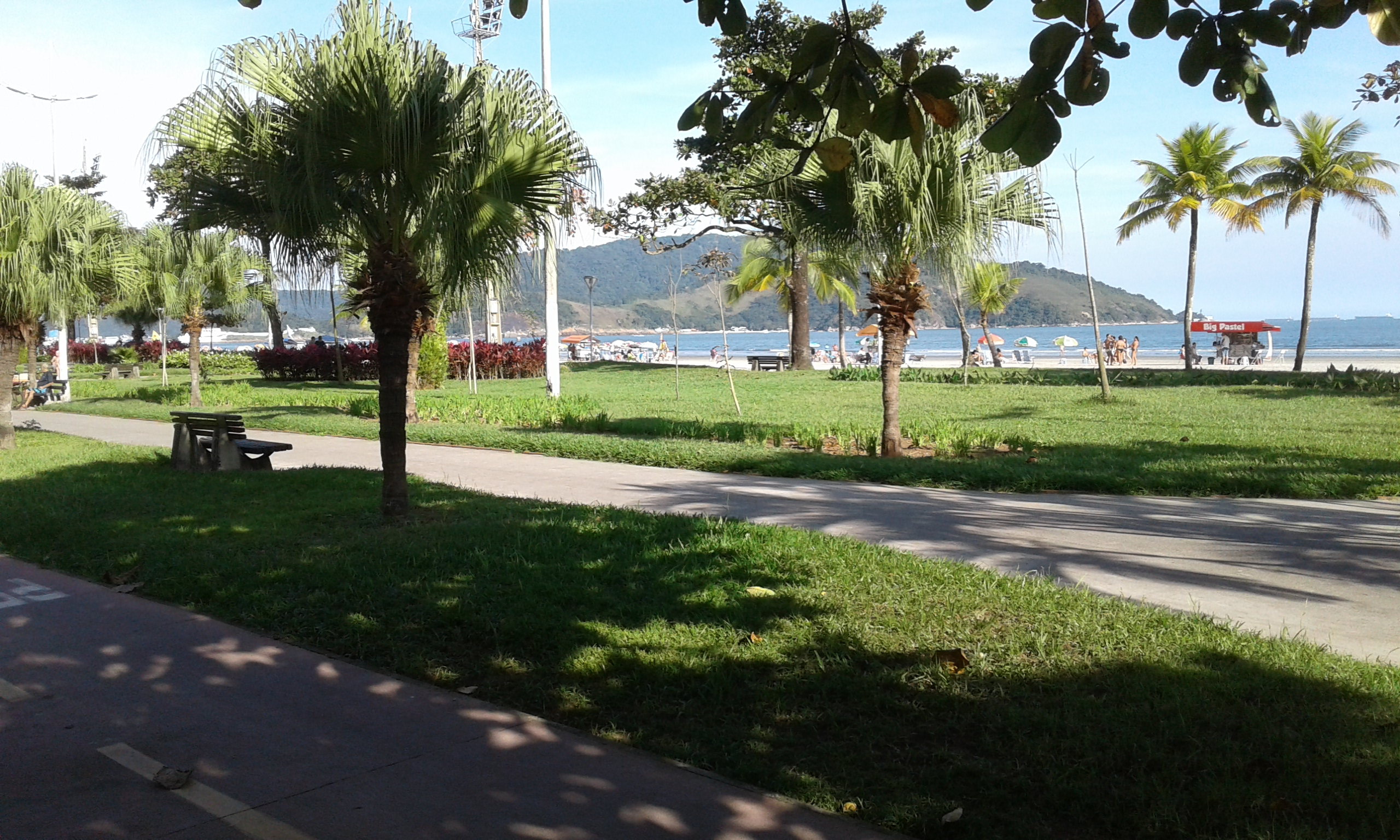
Jardim da Praia de Santos
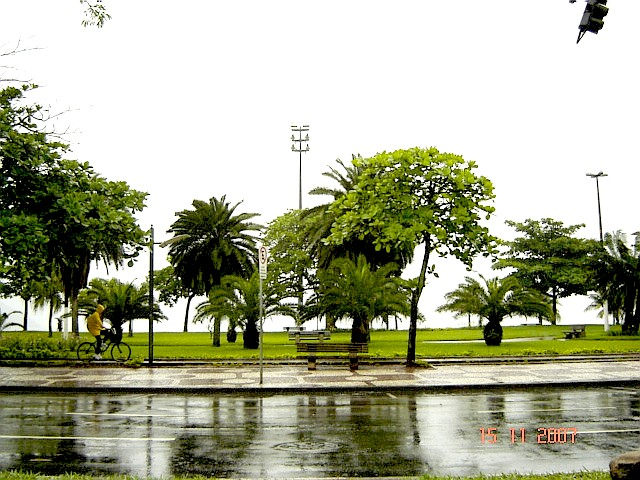
Jardins e ciclovia da Praia de Santos